# Volker Michels
Volker Michels (* 25. Februar 1943 in Villingen) ist ein deutscher Lektor und Herausgeber, der vor allem durch seine Editionen gesammelter Werke des Literatur-Nobelpreisträgers Hermann Hesse bekannt wurde.

## Leben
Michels verbrachte die Gymnasialzeit an der Schule Schloss Salem, machte dort das Abitur und studierte darauf  Medizin und Psychologie in Freiburg und Mainz. 1969 engagierte ihn Siegfried Unseld, der Verleger des Suhrkamp und Insel Verlages in Frankfurt am Main, als Lektor für deutsche Literatur.  Bis 2008 publizierte Michels mehr als hundert thematische Editionen, unter anderem die nachgelassenen Schriften und Briefe Hermann Hesses. Er fasste erstmals tausende seiner in Zeitungen und Zeitschriften erschienenen kulturkritischen und politischen Artikel zusammen. 2007 schloss Michels die erste Hesse-Gesamtausgabe (21 Bände, zirka 15000 Seiten) ab. Er verwaltet den bildnerischen, aus mehr als 3000 Aquarellen bestehenden Nachlass des Dichters.
Als Herausgeber betreute Michels Werkausgaben von Ernst Weiss, Friedrich Michael, Martin Beheim-Schwarzbach und Ernst Penzoldt. Er initiierte die im S. Fischer Verlag erschienenen Gesammelten Werke von Stefan Zweig und Manfred Hausmann. Seit 2008 arbeitet Michels an einer zehnbändigen Ausgabe von Hesses Briefen, die als Ergänzung der „Sämtlichen Werke“ erscheinen sollen.
Er verfasste zahlreiche Essays zu literarischen und kunsthistorischen Themen, die zu Einladungen zu Vortragsreisen durch Europa, in die USA, Südamerika und nach Asien führten. Michels lebt in Offenbach. Dort baute er im Lauf der Jahre ein von Forschern aus aller Welt benutztes Hermann-Hesse-Editionsarchiv auf. 1990 hat er im Auftrag der Stadt Calw und des Deutschen Literaturarchivs Marbach in Hesses Geburtsstadt das dortige Hesse-Museum eingerichtet.

## Ehrungen
- 1988 Hermann-Hesse-Medaille der Stadt Calw
- 2013 Ehrendoktorwürde der Philosophischen Fakultät der Heinrich-Heine-Universität in Düsseldorf
- 2014 Ehrenpreis der Calwer Hermann-Hesse-Stiftung
- 2022 Ehrendoktorwürde der Philosophischen Fakultät der Eberhard Karls Universität in Tübingen

## Editionen (Auswahl)

### Von Hermann Hesse
- Hermann Hesse. Sämtliche Werke in 20 Bänden und 1 Registerband. Suhrkamp Verlag, Frankfurt am Main 2001–2007, ISBN 3-518-41100-4
- Hermann Hesse. Gesammelte Briefe in vier Bänden.
  - Band 1 (1895–1921) Frankfurt am Main 1973, ISBN 3-518-03160-0
  - Band 2 (1922–1935) Frankfurt am Main 1979, ISBN 3-518-03161-9
  - Band 3 (1936–1948) Frankfurt am Main 1982, ISBN 3-518-03162-7
  - Band 4 (1949–1962) Frankfurt am Main 1986, ISBN 3-518-04717-5
- Hermann Hesse: Bäume. Betrachtungen und Gedichte. Mit Fotografien von Imme Techentin. Suhrkamp, Frankfurt am Main 1952; Taschenbuchausgabe: Insel, Frankfurt am Main 1984, ISBN 3-458-32155-1.
- Hermann Hesse: Musik. Betrachtungen, Gedichte, Rezensionen und Briefe. Mit einem Essay von Hermann Kasack. Suhrkamp, Frankfurt am Main 1976; erweiterte Auflage ebenda 1986, ISBN 3-518-37717-5.
- Hermann Hesse. Die Antwort bist du selbst. Briefe an junge Menschen. Frankfurt am Main 2000, ISBN 3-458-34283-4
- Hermann Hesse. Erzählungen und Märchen. Frankfurt am Main 2009, ISBN 978-3-518-42085-0
- Hermann Hesse. Die Kunst des Müßiggangs. Kurze Prosa aus dem Nachlaß. suhrkamp taschenbuch 100, Frankfurt am Main 1973, ISBN 3-518-36600-9
- Hermann Hesse. Kleine Freuden. Kurze Prosa aus dem Nachlaß. Frankfurt am Main 1977, ISBN 3-518-36860-5
- Hermann Hesse. Eine Literaturgeschichte in Rezensionen und Aufsätzen. suhrkamp taschenbuch 252, Frankfurt am Main 1975, ISBN 3-518-36752-8
- Hermann Hesse. Politik des Gewissens. Die politischen Schriften. 2 Bde. Frankfurt am Main 1977, ISBN 3-518-37156-8
- Über Hermann Hesse. Frankfurt am Main 1976, Erster Band (1904–1962). suhrkamp taschenbuch 331, ISBN 3-518-36831-1 (Aufl. 1995), Zweiter Band (1963–1977).
- Hermann Hesse – Rudolf Jakob Humm. Briefwechsel (zusammen mit Ursula Michels). Suhrkamp, Frankfurt am Main 1977, ISBN 3-518-03090-6
- Hermann Hesse. Sein Leben in Bildern und Texten. Mit einem Vorwort von Hans Mayer. Gestaltet von Willy Fleckhaus. suhrkamp taschenbuch 3218. Frankfurt am Main 1979 (Aufl. 2000), ISBN 3-518-39718-4
- Hermann Hesse in Augenzeugenberichten. Frankfurt am Main 1987, ISBN 3-518-38365-5
- Materialien zu Hermann Hesses „Der Steppenwolf“. Frankfurt am Main 1972, ISBN 3-518-36553-3
- Materialien zu Hermann Hesses „Siddhartha“, Bd. 1: Texte von Hermann Hesse (Entstehung). suhrkamp taschenbuch 129, Frankfurt am Main (Aufl. 1986), ISBN 3-518-36629-7
- Materialien zu Hermann Hesses „Siddhartha“, Bd. 2: Texte über Siddhartha (Rezeption). suhrkamp taschenbuch 282, Frankfurt am Main 1987, ISBN 3-518-36782-X
- Materialien zu Hermann Hesses „Das Glasperlenspiel“, Bd. 1. (Entstehungsgeschichte in Selbstzeugnissen). Frankfurt am Main 1973, ISBN 3-518-36580-0
- Materialien zu Hermann Hesses „Das Glasperlenspiel“, Bd. 2. (Wirkungsgeschichte). Frankfurt am Main 1974, ISBN 3-518-36608-4
- Materialien zu Hermann Hesses „Demian“, Bd. 1. (Entstehungsgeschichte). Frankfurt am Main 1993, ISBN 3-518-38447-3
- Materialien zu Hermann Hesses „Demian“, Bd. 2. (Wirkungsgeschichte). Frankfurt am Main 1997, ISBN 3-518-39020-1
- Materialien zu Hermann Hesses „Unterm Rad“, Frankfurt am Main 2008, ISBN 978-3-518-45883-9
- Hermann Hesse – Thomas Mann. Briefwechsel  (zusammen mit Anni Carlsson). Frankfurt am Main 1999 (3. Aufl.), ISBN 3-518-41038-5
- Hermann Hesse, „Liebes Herz!“ Briefwechsel mit seiner zweiten Frau Ruth (zusammen mit Ursula Michels). Frankfurt am Main 2005, ISBN 3-518-41725-8
- Hermann Hesse und Stefan Zweig. Briefwechsel. Suhrkamp (BS 1407), Frankfurt am Main 2006, ISBN 3-518-22407-7.
- Außerhalb des Tages und des Schwindels. Hermann Hesse – Alfred Kubin. Briefwechsel 1928–1952. Suhrkamp, Frankfurt am Main 2008, ISBN 978-3-518-41941-0
- Verehrter großer Zauberer. Hermann Hesse – Peter Weiss. Briefwechsel (zusammen mit Beat Mazenauer). Frankfurt am Main 2009, ISBN 978-3-518-42036-2
- Hermann Hesse als Maler. Frankfurt am Main 2002, ISBN 3-518-41327-9
- Hermann Hesse. Spiel mit Farben. Der Dichter als Maler. Frankfurt am Main 2005, ISBN 3-518-41730-4
- Hermann Hesse. Vom Wert des Alters. Mit Fotografien des Dichters von Martin Hesse. Suhrkamp, Frankfurt am Main 2010, ISBN 978-3-518-41945-8
- Hermann Hesse. Italien. Frankfurt am Main 1983, ISBN 3-518-37189-4
- Hermann Hesse. Tessin. Betrachtungen, Gedichte, Aquarelle. Frankfurt am Main 1990, ISBN 3-518-40297-8
- Hermann Hesse. Blick nach dem fernen Osten. Frankfurt am Main 2002, ISBN 3-518-41337-6
- Hermann Hesse. Jahre am Bodensee, Frankfurt am Main 2010,  ISBN 978-3-458-17487-5
- Hermann Hesse. Lektüre für Minuten, Frankfurt am Main 1977, ISBN 3-518-03194-5
- Der Dichter aus Montagnola ist eine Weltmacht. Gutach 2009. ISBN 978-3-933765-44-4

### Zu anderen Autoren und Themen
- Robert Walser, Lektüre für Minuten. Gedanken aus seinen Büchern. Frankfurt am Main 1978, ISBN 3-518-39331-6.
- Heinrich Zschokke, Hans Dampf in allen Gassen. Humoristische Erzählungen. Frankfurt am Main 1980, ISBN 3-458-32143-8.
- Der Maler Herbert Vogt. Sigmaringen 1984, ISBN 3-7995-4030-X.
- mit Peter Draenert: Gegenstand und Form. Das Werk des Malers Herbert Vogt. Dresden 2004, ISBN 3-364-00619-9
- Über Hans Carossa. suhrkamp taschenbuch 479, Frankfurt am Main 1979, ISBN 3-518-36997-0.
- mit Donald A. Prater: Stefan Zweig – Leben und Werk im Bild. Insel, Frankfurt am Main 1981, ISBN 3-458-32232-9. Neuausgabe: 2006, ISBN 3-458-34913-8.
- mit Peter Engel: Ernst Weiss. Gesammelte Werke. 16 Bände Frankfurt am Main 1982.
- Rainer Maria Rilke, Lektüre für Minuten. Gedanken aus seinen Büchern und Briefen. Frankfurt am Main 1988, ISBN 3-458-14377-7.
- mit Ulla Penzoldt: Ernst Penzoldt. Leben und Werk in Texten und Bildern. Frankfurt am Main 1988, ISBN 3-458-32247-7.
- mit Ulla Penzoldt: Ernst Penzoldt. Jubiläumsausgabe in sieben Bänden. Frankfurt am Main 1992, ISBN 3-518-40461-X (letzte Ziffer bis 7).
- Rudolf Rolfs. Rost im Chrom. Stichworte, Stories, Stellungnahmen. Frankfurt am Main 1989, ISBN 3-518-38148-2.
- Martin Beheim-Schwarzbach. Die Goldmacher. Phantastische Geschichten. Frankfurt am Main, 1990, ISBN 3-518-38219-5.